# Halichoeres raisneri
Halichoeres raisneri es una especie de peces de la familia Labridae en el orden de los Perciformes.

## Distribución geográfica
Se encuentran en las islas Galápagos.